# Kaple Nejsvětější Trojice (Častolovice)
Kaple Nejsvětější Trojice je barokní kaple v obci Častolovice na Českolipsku.
Obec Častolovice se stala od roku 2005 místní částí města Česká Lípa.

## Popis
Barokní kaple byla v Častolovicích postavena v roce 1797.
Náleží pod Římskokatolickou farnost v České Lípě. V katalogu litoměřického biskupství je uvedena jako kaple N. Trojice

## Okolí kaple
Nedaleko od kaple se nachází kamenná obdélná stéla s reliéfním křížem a v obci jsou také sloupková barokní Boží muka z 18. století.